# Aarhus gamle rådhus
Aarhus gamle rådhus er et tidligere rådhus i Aarhus, Danmark. Bygningen blev opført i 1857 og har været fredet siden 1996. Det er det andet og ældste bevarede rådhus i Aarhus.[kilde mangler]
Rådhuset ligger ved siden af Aarhus Domkirke på hjørnet af Domkirkepladsen og Mejlgade i Indre By, og det har fungeret som rådhus, politistation og er i dag Kvindemuseet i Danmark og Besættelsesmuseet indrettet her.

## Historie
Bygningen blev opført mellem 1856 og 1857 af arkitekt og kongelig bygningsinspektør Ferdinand Thielemann som en erstatning for det tidligere rådhus, der havde ligget overfor domkirken. Bygningen blev designet til at være et kombineret rådhus, politistation og fængsel. Hovedindgangen ledte ind til rådhuset, og en indgang på vestsiden førte ind til politstationen, mens fængslet var placeret i en mindre bygning i gården bag rådhuset. Borgmesterens kontor og byrådssalen var placeret på første sal.
I 1906 blev der opført en ny fængselsbygning og fængslet bag rådhuset blev kraftigt ombygget for at gøre plads til kontorer. Interiøret i rådhuset blev renoveret og hovedindgangen blev ændret med en større bue. I begyndelsen af 1900-tallet oplevede byen en hurtig befolkningsvækst og udvikling, hvilket betød at de administrative krav hurtigt blev for store til at rådhuset kunne rumme medarbejdere nok, og kontorerne spredte sig til nærliggende bygninger. I 1930'erne blev det igen besluttet at opføre et nyt rådhus, hivlket blev til det nuværende Aarhus Rådhus på Park Allé, der stod færdig i 1941. Da byens administration endelig flyttede fra det gamle rådhus blev det byens politstation fra 1941 og frem til 1984, hvor en ny politstation blev opført.
I 1949 blev tredje sal, under taget, taget i brug til opbevaring og en lille udstilling om etruskiske genstande, der var indsamlet af en professor på Aarhus Universitet. I 1971 blev samlingen flyttet og blev til Antikmuseet. Siden 1995 har bygningen huset Kvindemuseet og Besættelsesmuseet. I 1990'erne blev der etableret en have ved indgangen, som fik navn efter kvinderetsaktivisten Mathilde Fibiger.

## Beskrivelse
Bygningen er et eksempel på nyrenæssance og blev tegnet af Ferdinand Thielemann. Det er inspireret af det psykiatriske hospital Jydske Asyl i Risskov tegnet af Michael Gottlieb Bindesbøll, og viser Thielemans interesse i empire og nyklassicisme. Interiøret er designet af Sophus Frederik Kühnel i 1907, og indeholder bl.a. nationalromantiske elementer i foyeren og byrådssalen.
Rådhuset er opført i rød mursten med horisontale bånd af cement og granit kvadersten i hjørnerne. Hovedindgangen er under en stor bye, og vinduerne er dekoreret med pilastre. Fundamentet er af granitkvadersten med dekorative bånd over kældervinduerne. Taget er dækket af tegl med to kviste. I foyeren findes store granitsøjler under et malet loft. Hovedtrappen i granit er omgivet af to stor glasmosaikker.